# 相濫摻話
相濫摻話（白話字：Saⁿ-lām-chham-ōe；臺羅：Sann-lām-tsham uē），閩南語文意為「混合語」，別名菲律賓混合福建話（Philippine Hybrid Hokkien），主要是福建閩南話、他加祿語（菲律賓語）和英語等三種語言接觸所形成的口頭語言，也受到其他語言如粵語和西班牙語等少量的影響。使用族群為菲律賓華人。相濫摻話在包括企業、學術機構、餐館、宗教機構、電話通信和房仲等許多領域都有一定的使用度。這是使用者生活在家庭、學校和廣大菲律賓社會等環境所形成的語言。在年輕世代中，這種語言之間的轉換現象愈明顯。

## 用法
相濫摻話通常在一些菲律宾华人或华裔菲律宾人中使用，他们通常也能流利使用塔格利语（Taglish），并能一定程度地流利菲律宾闽南语，相濫摻話 用于各种公司、学术机构、餐馆和宗教机构，特别是在马尼拉大都会或任何有华人的地方。有人指出，这是由于必须在家庭、学校和菲律宾社会范围内掌握所有三种语言的结果，尽管这种形式的混合被菲律宾华人普遍使用。语言转换或混合在菲律宾华人的年轻一代中尤其流行，例如 X 一代和千禧一代。
通常，老一辈的菲律宾华裔通常以菲律宾闽南语作为第一语言，例如沉默的一代、婴儿潮一代和一些 X 一代，通常使用闽南语汉语句子结构作为基础，同时注入英语和他加禄语单词，而年轻一代则通常使用闽南语汉语句子结构作为基础，同时注入英语和他加禄语单词以他加禄语和/或英语作为第一语言的人，例如 X 一代、千禧一代以及一些婴儿潮一代和 Z 一代，使用菲律宾语/他加禄语句子结构作为基础，同时在句子中注入他们知道的少数闽南语术语，与使用塔加拉族语语法和句法的塔格利什类似，倾向于通过结合闽南语术语来进行代码混合，就像对待菲律宾语/塔加拉族语单词一样。

## 地区
相濫摻話是一种涉及菲律宾闽南语、他加禄语和英语的混合语。相濫摻話与塔格利语（Taglish）（他加禄语和英语的混合）有相似之处，都是马尼拉大都会及其周边地区日常使用的语言。
在菲律宾的其他省份/地区，也使用菲律宾闽南语和英语进行类似的混合使用，使用其他区域语言代替他加禄语或与他加禄语一起使用，例如宿雾语-米沙鄢語（Cebuano Bisaya） (类似于比格利语 Bislish)、希利蓋農語（伊隆戈语Hiligaynon/Ilonggo、伊洛卡诺语Ilocano、比科爾語Bikolano、瓦瑞語Waray、邦板牙語Kapampangan、邦阿西楠語Pangasiense 等，
- 宿务都市区（Metro Cebu），菲律宾闽南语、宿务语-米沙鄢語（Cebuano Bisaya）、菲律宾英语的混合语
- 达沃市和卡加延德奥罗市（Metro Davao and Cagayan de Oro），菲律宾闽南语、宿雾语-米沙鄢語、他加禄语、菲律宾英语的混合语
- 伊洛伊洛市和巴科洛德市（Iloilo and Bacolod），菲律宾闽南语、希利蓋農語（伊隆戈语）Hiligaynon (Ilonggo)和菲律宾英语的混合语
- 美岸市和碧瑶市（Vigan and Baguio），菲律宾闽南语、伊洛卡诺语（Ilocano）和菲律宾英语的混合语
- 那牙市（Naga），菲律宾闽南语、中比科爾語（Central Bikolano）和菲律宾英语的混合语
- 三宝颜市（Zamboanga），菲律宾闽南语、查瓦卡诺语（Chavacano）、菲律宾英语的混合语，有时还使用宿务语或他加禄语

## 參閲
- 輕瓦爾皮瑞語
- 咱人話
- 查瓦卡諾語
- 新加坡式英語